# Uchōten Kazoku
Uchōten Kazoku (有頂天家族?) es una novela ligera japonesa escrita por Tomihiko Morimi, fue originalmente publicada por la editorial Gentosha en 2007 y una secuela en 2015. La obra fue adaptada a una serie de anime para televisión en 2013, una segunda temporada basada en el segundo libro salió al aire desde abril hasta junio de 2017, ambas producidas por el estudio P.A.Works.

## Argumento
La actual ciudad de Kioto, los humanos conviven con espíritus que rondan las calles y surcan los cielos; la historia sigue a la familia Shimogamo, quienes tienen la habilidad de transformarse en cualquier cosa. Pese a su cotidiano día a día, la familia aún debe lidiar con su oscuro pasado y con una organización que caza a los tanuki al mismo tiempo que mantiene sus relaciones con otras familias, amigos y conocidos.

## Personajes

### Familia Shimogamo
Yasaburō Shimogamo (下鴨 矢三郎 Shimogamo Yasaburō?)
Voz por: Takahiro Sakurai
Es el protagonista de la historia y tercer hijo de la familia Shimogamo; es el más despreocupado de sus hermanos y siempre se mete en problemas.
Yaichirō Shimogamo (下鴨 矢一郎 Shimogamo Yaichirō?)
Voz por: Junichi Suwabe
El primer hijo de la familia Shimogamo. Es conocido como Nise-emon, el líder de la sociedad tanuki como lo fue su padre.
Yajirō Shimogamo (下鴨 矢二郎 Shimogamo Yajirō?)
Voz por: Hiroyuki Yoshino
El segundo hijo de la familia Shimogamo. Un joven convertido en sapo que vive en un estanque atendiendo dudas y dando consejo a los demás.
Yashirō Shimogamo (下鴨 矢四郎 Shimogamo Yashirō?)
Voz por: Hiroyuki Yoshino
Es el cuarto hijo de la familia, un joven tímido y asustadizo.
Tōsen Shimogamo (下鴨 桃仙 Shimogamo Tōsen?)
Voz por: Kikuko Inoue
Es la matriarca de la familia, una mujer sobreprotectora que da siempre lo mejor para atender a sus hijos.
Sōichirō Shimogamo (下鴨 総一郎 Shimogamo Sōichirō?)
Voz por: Bon Ishihara
El padre de los hermanos Shimogamo y exlíder del clan de los tanuki en Kyoto. Antes de la historia fue comido a causa de una trampa de sus enemigos.

### Familia Ebisugawa
Sōun Ebisugawa (夷川 早雲 Ebisugawa Sōun?)
Voz por: Nobuo Tobita
El hermano menor de Sōichirō y tío de los hermanos Shimogamo, muy cercano a esta familia pero con celos hacia su hermano.
Kinkaku (金閣) y Ginkaku (銀閣)
Voz por: Shūya Nishiji (Kinkaku) y Kosuke Hatakeyama (Ginkaku)
Hijos gemelos de Sōun y primos de los hermanos Shimmogamo, suelen ser muy traviesos.
Kaisei Ebisugawa (夷川 海星 Ebisugawa Kaisei?)
Voz por: Ayane Sakura
Es la hija de Sōun, sus padres querían casarla con Yasaburo pero el evento fue cancelado.
Kureichirō Ebisugawa (夷川 呉一郎 Ebisugawa Kureichirō?)
Voz por: Yuichi Nakamura
Es el hijo mayor de Sōun, hermano mayor de Kinkaku y Ginkaku.

### Otros personajes
Benten (弁天?)
Voz por: Mamiko Noto
Es una joven muchacha humana aliada con un peligroso grupo de humanos, es la única persona con lazos entre humanos, tanuki y los tengu. Fue criada como tengu por el profesor Akadama, por lo que deomina la magia; al crecer abandona a su maestro para seguir sus propias metas.
Profesor Akadama (赤玉先生 Akadama-sensei?)
Voz por: Hideyuki Umezu
Un viejo tengu y maestro de los hermanos Shimogamo, quienes lo cuidan y le hacen favores. Crio a Benten desde pequeña y le enseñó todo lo que sabe de magia. 

## Publicaciones
La novela fue escrita por Tomihiko Morimi, el primer volumen fue publicado por la editorial Gentosha en septiembre de 2007, la secuela titulada Uchōten Kazoku: Nidaime no Kichō fue publicada en febrero de 2015. Una adaptación al manga ilustrada por Yu Okada fue serializada en la revista Comic Birz de la editorial Gentosha desde junio de 2013 hasta mayo de 2015, resultando en cuatro volúmenes en formato tankōbon publicados hasta junio de 2015.

## Anime
La primera temporada de Uchōten Kazoku con 13 episodios salió al aire en Japón desde julio hasta septiembre de 2013 en los canales Tokio MX, SUN, BS11 y Kids Station; el director del anime fue Masayuki Yoshihara y Shōtarō Suga realizó el guion, la obra fue adaptada por el estudio P.A.Works. El tema de apertura es "Que Sera, Sera" interpretado por Fhána; Crunchyroll emitió la serie de manera simultánea y NIS América lanzó una edición especial en formato Blu-ray en enero de 2015.
La segunda temporada del anime, adaptación de la segunda novela, fue emitida desde el 9 de abril hasta el 25 de junio de 2017 en los canales Tokio MX, KBS y KNB, además fue transmitida en línea desde Docomo Anime Store y en Crunchyroll. El mismo elenco regresó en esta temporada, el tema de apertura de la serie es "Natsugamama, Sawagumama" interpretado por Milktub y el tema de cierre es Moon River por Fhána.

### Primera temporada
| #  | Título                                                                            | Estreno                  |
| -- | --------------------------------------------------------------------------------- | ------------------------ |
| 1  | «La diosa de Noryo-Yuka» «Noryō-Yuka no Megami» (納涼床の女神)                    | 7 de julio de 2013       |
| 2  | «Madre y Raijin, Dios del trueno» «Haha to Raijin-sama» (母と雷神様)              | 14 de julio de 2013      |
| 3  | «Yakushibo» «Yakushibō no Oku-Zashiki» (薬師坊の奥座敷)                           | 21 de julio de 2013      |
| 4  | «La batalla de Daimonji» «Daimonji Nōryōsen Gassen» (大文字納涼船合戦)            | 28 de julio de 2013      |
| 5  | «El club de los Kin'yō» «Kin'yō-Kurabu» (金曜倶楽部)                              | 4 de agosto de 2013      |
| 6  | «Vista de las hojas de otoño» «Momijigari» (紅葉狩り)                             | 11 de agosto de 2013     |
| 7  | «Las reglas del baño» «Sentō no Okite» (銭湯の掟)                                 | 18 de agosto de 2013     |
| 8  | «El día que papá nos dejó» «Chichi no Tatsu Hi» (父の発つ日)                      | 25 de agosto de 2013     |
| 9  | «Kaisei: la hija de los Ebisugawa» «Ebisugawa no Musume Kaisei» (夷川の娘・海星)  | 1 de septiembre de 2013  |
| 10 | «Detrás de escena de Soun Ebisugawa» «Ebisugawa Sōun no An’yaku» (夷川早雲の暗躍) | 8 de septiembre de 2013  |
| 11 | «Intentalo de nuevo con más ganas» «kendo-cyōrai» (捲土重来)                      | 15 de septiembre de 2013 |
| 12 | «El falso coche eléctrico» «Nise Eizan-densya» (偽叡山電車)                       | 22 de septiembre de 2013 |
| 13 | «Uchōten-Kazoku» «Uchōten-Kazoku» (有頂天家族)                                    | 29 de septiembre de 2013 |

### Segunda temporada
| #  | Título                                                                                    | Estreno             |
| -- | ----------------------------------------------------------------------------------------- | ------------------- |
| 1  | «Regreso a casa de Nidaime» «Nidaime no Kichō» (二代目の帰朝)                             | 9 de abril de 2017  |
| 2  | «Tenmaya el ilusionista» «Genjutsu-shi Tenmaya» (幻術師 天満屋)                           | 16 de abril de 2017 |
| 3  | «La esencia de Europa» «Yōroppa no Kaori» (欧羅巴の香り)                                  | 23 de abril de 2017 |
| 4  | «El torneo de shogi de los tanuki» «Tanuki Shōgi Taikai» (狸将棋大会)                     | 30 de abril de 2017 |
| 5  | «La batalla de Daimonji continúa» «Zoku Daimonji Nōryōsen Gassen"» (続・大文字納涼船合戦) | 7 de mayo de 2017   |
| 6  | «El infierno de Arima» «Arima Jigoku» (有馬地獄)                                          | 14 de mayo de 2017  |
| 7  | «De nuevo el club de los Kin'yō» «Kin'yō-Kurabu Futatabi» (金曜倶楽部、再び)              | 21 de mayo de 2017  |
| 8  | «El secreto de Kaisei Ebisugawa» «Ebisugawa Kaisei no Himitsu» (夷川海星の秘密)           | 28 de mayo de 2017  |
| 9  | «Varios Nidaime» «Sorezore no Nidaime» (それぞれの二代目)                                 | 4 de junio de 2017  |
| 10 | «El día de la elección» «Nise-emon no Kimaru Hi» (偽右衛門の決まる日)                     | 11 de junio de 2017 |
| 11 | «Sangre de tengu, sangre de tonto» «Tengu no Chi Ahō no Chi» (天狗の血 阿呆の血)          | 18 de junio de 2017 |
| 12 | «El hilo rojo del destino» «Unmei no Akai Ito» (運命の赤い糸)                             | 25 de junio de 2017 |